# Elhamma australasiae
Espèce
Synonymes
- Elhamma banghaasii Pfitzner, 1914[1]
- Elhamma inconclusa Walker, 1856[1]
- Elhamma inconcluso Walker, 1856[1]
- Hepialus australasiae Walker, 1856[1]
- Porina banghaasii Pfitzner, 1914[1]

Elhamma australasiae est une espèce de lépidoptères (papillons) de la famille des Hepialidae vivant en Australie et en Nouvelle-Guinée.

## Description
Le mâle, qui porte une rayure sur l'aile antérieure, a une envergure de 4 cm, la femelle de 4 à 6 cm.
Les adultes apparaissent de janvier à avril. Les larves vivent sur les graminées.

## Galerie

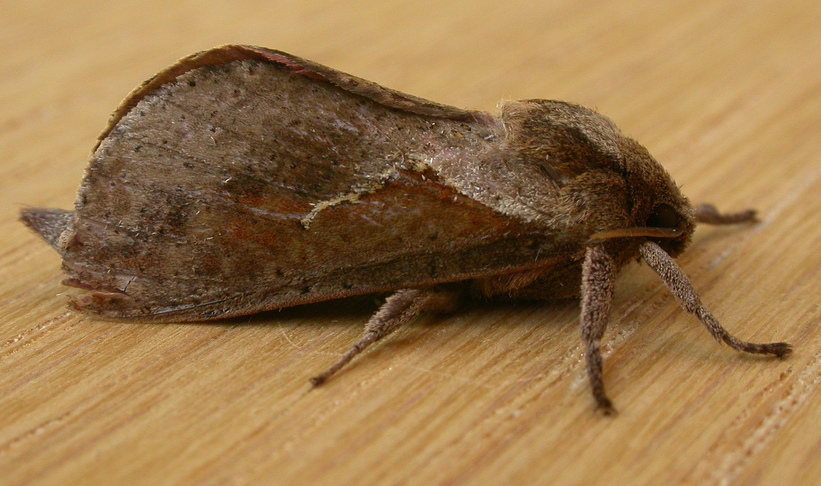